# Нафанаил (Соборов)
Епи́скоп Нафанаи́л (в миру Никола́й Ива́нович Собо́ров; 9 (21) марта 1826, Сапожок, Рязанская губерния — 29 апреля (12 мая) 1907, Москва) — епископ Русской православной церкви, епископ Архангельский и Холмогорский.

## Биография
Родился 9 марта 1826 года в городе Сапожок Рязанской губернии в семье священника.
Окончил Рязанскую духовную семинарию и в 1851 году Киевскую духовную академию со степенью магистр богословия.
29 сентября 1851 года назначен учителем Воронежской духовной семинарии.
15 марта 1852 года пострижен в монашество.
25 марта рукоположен во иеродиакона, а 30 марта — во иеромонаха.
С 25 июля 1858 года — инспектор Воронежской семинарии.
21 октября 1860 года — инспектор Орловской семинарии.
30 октября 1862 года возведен в сан архимандрита.
С 8 марта 1866 года — ректор Тверской семинарии и настоятель Отроча монастыря.

### Архиерейство
15 августа 1872 года хиротонисан во епископа Ново-Миргородского, викария Херсонской епархии.
С 23 мая 1879 года — епископ Архангельский и Холмогорский.
Устроил церковь на Новой Земле и учредил там миссию.
С 6 марта 1882 года — епископ Псковский и Порховский.
16 февраля 1885 года перемещён, согласно своему желанию епископом Архангельским и Холмогорским.
В 1886 году епископ Нафанаил начал работу по созданию епархиального древлехранилища, для чего в декабре 1886 года была образована комиссия.
3 июня 1890 года уволен на покой в Тотемский Спасо-Суморинский монастырь Вологодской епархии.
14 ноября 1896 года назначен управляющим Московским Спасо-Андрониковым монастырём на правах настоятеля.
Скончался 29 апреля 1907 года в Москве.